# Грачов Борис Павлович
Борис Павлович Грачов (рос. Борис Павлович Грачов; нар. 27 березня 1986, Москва) – російський шахіст, гросмейстер від 2006 року.

## Шахова кар'єра
У 1995-2006 роках неодноразово представляв Росію на чемпіонатах світу і Європи серед юніорів, найбільшого успіху досягнувши у своєму дебютному турнірі в Сан-Лоренсо, де виграв титул чемпіона світу до 10 років. Також багаторазовий призер чемпіонату Росії серед юніорів, зокрема срібний у роках 2000 (до 14 років) і 2001 (до 16 років), тоді як в 2006 році поділив (разом з Нікітою Вітюговим) 1-2-ге місце в категорії до 20 років.
2001 року переміг на турнірі за круговою системою в Москві, в 2002 році поділив 1-ше місце (разом з Денисом Євсєєвим і Дмитром Бочаровим) на турнірі за швейцарською системою в Самарі, тоді як 2003 року посів 1-ше місце в Москві. 2004 року виконав у Каппель-ла-Гранд першу гросмейстерську норму, дві інші виконав у 2006 році в Дагомисі (на командному чемпіонаті Росії) і в Пардубице. Також у 2006 році поділив 1-ше місце у Москві ( разом з Олександром Ластіним) і поділив 2-ге місце у Владимирі (2006, позаду Олексія Корнєва, разом з Фаррухом Амонатовим). 2008 року досягнув ще одного успіху, поділивши на зіграному в Пловдиві чемпіонаті Європи 6-9-те місце (після плей-оф). Також поділив 2-ге місце на турнірі open у Білі (позаду Володимира Бєлова, разом з Фалько Біндріхом, Борисом Аврухом, Леонідом Кріцом, Іваном Іванишевичем, Крістіаном Бауером і Себастьяном Мазе). 2009 року переміг на гросмейстерському турнірі в Любліні й на відкритому турнірі в Білі, тоді як у 2010 році на наступному гросмейстерському турнірі, який відбувся в Любліні, поділив 1-ше місце разом з Варфоломеєм Мацеєю і Матеушем Бартелем. 2011 року переміг на круговому турнірі фестивалю Moscow Open у Москві.
Найвищий рейтинг Ело у кар'єрі (станом на вересень 2017) мав 1 березня 2012 року, досягнувши 2705 очок займав тоді 35-те місце в світовому рейтинг-листі ФІДЕ, одночасно займаючи 11-те місце серед російських шахістів.

## Зміни рейтингу
| На цьому місці має відображатися графік чи діаграма, однак з технічних причин його відображення наразі вимкнено. Будь ласка, не видаляйте код, який викликає це повідомлення. Розробники вже працюють для того, щоби відновити штатне функціонування цього графіка або діаграми. | |
| | На цьому місці має відображатися графік чи діаграма, однак з технічних причин його відображення наразі вимкнено. Будь ласка, не видаляйте код, який викликає це повідомлення. Розробники вже працюють для того, щоби відновити штатне функціонування цього графіка або діаграми. |